# Gien Fronczek
Gien Fronczek, coniugata Gootjes (1932 – luglio 2017), è stata una cestista e allenatrice di pallacanestro olandese.
Era la moglie di Ab Gootjes.

## Carriera
Con i Paesi Bassi ha disputato due edizioni dei Campionati europei (1956, 1958).